# Här är ditt kylskåp
Här är ditt kylskåp är ett matlagningsprogram som ursprungligen sändes i SVT (säsong 1-4) och hade premiär 1992. Programmet har sedermera sänts i TV8 (säsong 5) samt i Kanal 5 och på streamingtjänsten Max (säsong 6). Konceptet bygger på att en kock och i de flesta säsonger (säsong 1-5) även en programledare reser runt till kända personer och lagar en trerättersmiddag utifrån vad som finns i dennes kylskåp, frys och skafferi.

## Om programmet
Tanken med programmet är att dess kock ensam eller tillsammans med en programledare åker hem till en kändis och med vad som finns i dennes kylskåp, frys och skafferi lagar en måltid bestående av tre rätter som sedan avnjuts av programledare, kock, kändis och ibland även inbjudna gäster eller familjemedlemmar. I de första fem säsongerna var kocken innan framkomsten till kändisens bostad ovetandes om vilken känd person de var på väg hem till. De som besöktes visste ej heller på förhand om att det skulle lagas mat av en kock i deras kök. I säsong 6 är allt detta på förhand känt för båda parter där även den som besöks är med och tillagar maten tillsammans med programmets kock. I samma säsong saknas även en separat programledare varpå kocken tar sig an även den rollen. 
Namnet på TV-programmet alluderar till underhållningsprogrammet Här är ditt liv, introducerat 1980.

## Säsongsinformation
| Säsong                 | Sändningsdatum                | Sändningsdag         | Avsnitt | TV-kanal/ sändnings-plattform | Kock             | Programledare  |
| ---------------------- | ----------------------------- | -------------------- | ------- | ----------------------------- | ---------------- | -------------- |
| Säsong 1 (våren 1992)  | 13 april– 8 juni 1992         | Måndagar             | 9       | SVT                           | Jan Boris-Möller | Carolina Norén |
| Säsong 2 (våren 1993)  | 18 januari– 24 maj 1993       | Måndagar             | 7       | SVT                           | Jan Boris-Möller | Maria Borelius |
| Säsong 3 (hösten 2011) | 3 november – 22 december 2011 | Torsdagar            | 8       | SVT                           | Erik Fröderberg  | Anne Lundberg  |
| Säsong 4 (hösten 2012) | 5 juli – 23 augusti 2012      | Torsdagar            | 6       | SVT                           | Erik Fröderberg  | Anne Lundberg  |
| Säsong 5 (våren 2014)  | 8 april – 3 juni 2014         | Tisdagar             | 10      | TV8                           | Erik Fröderberg  | Pia Johansson  |
| Säsong 6 (hösten 2024) | 28 oktober – 5 december 2024  | Måndagar – torsdagar | 24      | Kanal 5 samt Max              | Tareq Taylor     | Tareq Taylor   |
| Säsong 7 (hösten 2025) | Hösten 2025 – ?               | TBA                  | TBA     | Kanal 5 samt Max              | Tareq Taylor     | Tareq Taylor   |

Värt att notera är att säsong 6 och 7 marknadsfördes/marknadsförs som säsong 1 och 2 även fast dessa totalt sett räknas som just säsong 6 och 7 detta därför att de faktiskt var den första och andra säsongen hos den distributör där de båda säsongerna sändes/sänds.

## Program och huvudpersoner

### Säsong 1
Sändes i SVT under våren 1992.
| Nr i serien | Nr i säsongen | Titel                | Originalvisning |
| ----------- | ------------- | -------------------- | --------------- |
| 1           | 1             | "Tommy Körberg"      | 1992-04-13      |
| 2           | 2             | "Thore Skogman"      | 1992-04-20      |
| 3           | 3             | "Monica Zetterlund"  | 1992-04-27      |
| 4           | 4             | "Carl-Jan Granqvist" | 1992-05-04      |
| 5           | 5             | "Gullan Bornemark"   | 1992-05-11      |
| 6           | 6             | "Dr. Alban"          | 1992-05-18      |
| 7           | 7             | "Lili & Susie"       | 1992-05-25      |
| 8           | 8             | "Lill-Marit Bugge"   | 1992-06-01      |
| 9           | 9             | "Lill-Babs"          | 1992-06-08      |

### Säsong 2
Sändes i SVT under våren 1993.
| Nr i serien | Nr i säsongen | Titel                  | Originalvisning |
| ----------- | ------------- | ---------------------- | --------------- |
| 10          | 1             | "Kim Anderzon"         | 1993-01-18      |
| 11          | 2             | "Kikki Danielsson"     | 1993-02-01      |
| 12          | 3             | "Anne Wibble"          | 1993-02-15      |
| 13          | 4             | "Gunde Svan"           | 1993-03-29      |
| 14          | 5             | "Annika Hagström"      | 1993-04-26      |
| 15          | 6             | "Marianne Fredriksson" | 1993-05-10      |
| 16          | 7             | "Claes Malmberg"       | 1993-05-24      |

### Säsong 3
Sändes i SVT under hösten 2011.
| Nr i serien | Nr i säsongen | Titel                                 | Originalvisning |
| ----------- | ------------- | ------------------------------------- | --------------- |
| 17          | 1             | "Henrik Lundkvist"                    | 2011-11-03      |
| 18          | 2             | "Carola Häggkvist"                    | 2011-11-10      |
| 19          | 3             | "Janne Josefsson"                     | 2011-11-17      |
| 20          | 4             | "Malena Ernman"                       | 2011-11-24      |
| 21          | 5             | "Jon Olsson"                          | 2011-12-01      |
| 22          | 6             | "Jakob Samuel"                        | 2011-12-08      |
| 23          | 7             | "Kajsa Ingemarsson"                   | 2011-12-15      |
| 24          | 8             | "Yvonne Lombard och Lennart Hellsing" | 2011-12-22      |

### Säsong 4
Sändes i SVT under hösten 2012.
| Nr i serien | Nr i säsongen | Titel               | Originalvisning |
| ----------- | ------------- | ------------------- | --------------- |
| 25          | 1             | "Börje Salming"     | 2012-07-05      |
| 26          | 2             | "Jessica Andersson" | 2012-07-12      |
| 27          | 3             | "Gustav Fridolin"   | 2012-07-19      |
| 28          | 4             | "Joacim Cans"       | 2012-07-26      |
| 29          | 5             | "Kjerstin Dellert"  | 2012-08-16      |
| 30          | 6             | "Alex Schulman"     | 2012-08-23      |

### Säsong 5
Sändes på TV8 under våren 2014.
| Nr i serien | Nr i säsongen | Titel                  | Originalvisning |
| ----------- | ------------- | ---------------------- | --------------- |
| 31          | 1             | "Tony Irving"          | 2014-04-08      |
| 32          | 2             | "Agneta Sjödin"        | 2014-04-15      |
| 33          | 3             | "Jakob Eklund"         | 2014-04-22      |
| 34          | 4             | "Birgitte Söndergaard" | 2014-04-22      |
| 35          | 5             | "Peder Lamm"           | 2014-04-29      |
| 36          | 6             | "Jonas Sjöstedt"       | 2014-05-06      |
| 37          | 7             | "Edward Blom"          | 2014-05-13      |
| 38          | 8             | "Görel Crona"          | 2014-05-20      |
| 39          | 9             | "Anders Jacobsson"     | 2014-05-27      |
| 40          | 10            | "Marie Ledin"          | 2014-06-03      |

### Säsong 6
Sändes på både Kanal 5 och streamingtjänsten Max under hösten 2024. Även om detta totalt sett är säsong 6 marknadsfördes det som säsong 1.
| Nr i serien | Nr i säsongen | Titel                                | Originalvisning |
| ----------- | ------------- | ------------------------------------ | --------------- |
| 41          | 1             | "Tony Irving"                        | 2024-10-28      |
| 42          | 2             | "Filip Lamprecht"                    | 2024-10-29      |
| 43          | 3             | "Markus Granseth"                    | 2024-10-30      |
| 44          | 4             | "Agneta Sjödin"                      | 2024-10-31      |
| 45          | 5             | "Gert Wingårdh"                      | 2024-11-04      |
| 46          | 6             | "Mikkey Dee"                         | 2024-11-05      |
| 47          | 7             | "Sofia Wistam"                       | 2024-11-06      |
| 48          | 8             | "Rickard Olsson"                     | 2024-11-07      |
| 49          | 9             | "Anis Don Demina"                    | 2024-11-11      |
| 50          | 10            | "Lotta Engberg och Mikael Sandström" | 2024-11-12      |
| 51          | 11            | "Robin Bengtsson"                    | 2024-11-13      |
| 52          | 12            | "Linda Bengtzing"                    | 2024-11-14      |
| 53          | 13            | "Alfred Svensson"                    | 2024-11-18      |
| 54          | 14            | "Clara Henry"                        | 2024-11-19      |
| 55          | 15            | "Klas Eriksson"                      | 2024-11-20      |
| 56          | 16            | "Hampus Hedström"                    | 2024-11-21      |
| 57          | 17            | "Sarah Sjöström"                     | 2024-11-25      |
| 58          | 18            | "Anna Lindberg"                      | 2024-11-26      |
| 59          | 19            | "Patrick Ekwall"                     | 2024-11-27      |
| 60          | 20            | "Mikaela Laurén"                     | 2024-11-28      |
| 61          | 21            | "Dr Alban"                           | 2024-12-02      |
| 62          | 22            | "Tone Sekelius"                      | 2024-12-03      |
| 63          | 23            | "David Lindgren"                     | 2024-12-04      |
| 64          | 24            | "Lisa Ajax"                          | 2024-12-05      |